# 워시 웨스트모얼랜드
워시 웨스트모얼랜드(Wash Westmoreland, 1966년 3월 4일 ~ )는 영국 잉글랜드의 영화감독이다.

## 출연 작품
- 1998년 벨벳 골드마인 (출연)
- 2006년 달콤한 열여섯 (감독, 각본)
- 2008년 페드로 (제작)
- 2013년 더 라스트 로빈후드 (감독, 각본)
- 2014년 스틸 앨리스 (감독, 각본)
- 2018년 콜레트 (감독, 각본)
- 2019년 지진새 (감독, 각본)

## 학력
- 후쿠오카 대학
- 뉴캐슬 대학교